# Philippe Delaby
Pour les articles homonymes, voir Delaby.
Philippe Delaby, né le 26 janvier 1961 à Tournai (province de Hainaut) et mort le 28 janvier 2014, est un dessinateur belge de bande dessinée. Il est surtout connu pour ses travaux sur les séries Murena et La Complainte des landes perdues.

## Biographie
Philippe Delaby naît le 26 janvier 1961 à Tournai. Il est fils unique,.
En 1975, à l'âge de 14 ans, Philippe Delaby intègre l’Académie des beaux-arts de Tournai où il apprend la peinture (notamment à l'huile), puis suit des cours d'imprimerie et de typographie — ses parents ne souhaitant pas le voir dessiner des nus. C'est aussi dans cette école, où sont projetés des films tous les lundis, qu'il apprend à « apprécier cet art ». À 18 ans, après avoir remporté un concours organisé par Le Courrier de l'Escaut, il se lance dans la bande dessinée avec des illustrations pour le compte des éditions du Lombard dans Le Journal de Tintin en 1987, devenu Hello Bédé en 1989, avant de dessiner de courtes histoires didactiques scénarisées par Yves Duval. Certains de ces récits complets seront rassemblés en album : Arthur au royaume de l’impossible, L’Épée et la croix (Le Lombard, 1991), Les Meilleurs Récits de Philippe Delaby (éditions Loup, 2003). Il s'intéresse aussi à l'histoire et, en 1994, il reçoit le prix Clio au Salon de l'histoire de Paris pour son album Richard Coeur de Lion, réalisé avec Duval. Par la suite, Delaby publie Bran, légende née des tourbillons des vents du Nord sur un scénario de Jean-Luc Vernal pour Hello Bédé en 1993, puis la série L'Étoile polaire (sur un scénario de Luc Dellisse), qui passe relativement inaperçue ; néanmoins, le tandem ne fonctionne pas et Delaby ne souhaite pas poursuivre après le troisième album. Il travaille sur Murena, chez les éditions Dargaud, avec Jean Dufaux qu'il rencontre lors d'un vernissage dans une librairie. Cette série vaut aux auteurs un large succès public et critique, et plusieurs récompenses culturelles. Delaby, intéressé de longue date par l'antiquité romaine et les péplums (comme Ben-Hur), s'est documenté en lisant des biographies et en regardant la série britannique inspirée des ouvrages Robert Graves (Moi, Claude). Toujours sur un scénario de Jean Dufaux, il reprend le dessin de la Complainte des landes perdues (après Grzegorz Rosiński), pour laquelle il travaille en couleur directe.
En termes d'influences, Delaby garde un souvenir marquant de La Griffe noire et L'Île maudite de Jacques Martin. Il admire les œuvres d'Ingres, Raphaël, Léonard de Vinci, Jean-Léon Gérome et Michel-Ange, en particulier La Pietà. 
Delaby réalise à maintes reprises des illustrations érotiques.
En outre, il contribue à plusieurs albums collectifs : Téléthon - La B.D. du défi (Le Lombard, 1990), Le Père Noël dans ses petits souliers (Pictoris Studio, 1997), Boule et Bill font la fête (Dargaud, 1999), Jessica Blandy - Le Dossier (Dupuis, 2002), Edge II : Les Samouraïs du futur (Kana, 2007), 62 auteurs de Boulogne Dessiné (Les Amis de la B.D., 2010). Il réalise des affiches pour des festivals dont celle du festival international du film fantastique de Bruxelles en 2011. Il réalise également nombre d'ex-libris et quelques portfolios.
Il meurt le 28 janvier 2014, à l'âge de 53 ans,. Il est inhumé au cimetière du Sud à Tournai.
Une exposition-hommage tourne en France et en Belgique en 2014. Dix ans plus tard, c'est à la galerie Passerelle Louise à Bruxelles qu'un hommage lui est rendu. Le festival international de bande dessinée Tournai les Bulles décerne en son hommage le prix Philippe Delaby à un dessinateur réaliste. Il est décerné pour la première fois à Enrico Marini en 2025.

### Vie privée
Philippe Delaby était marié et père d'un garçon.

## Œuvres

### Albums de bande dessinée
- Arthur au royaume de l’impossible[16] (scénario d’Yves Duval, Le Lombard, coll. « Histoires et Légendes », 1991)  (ISBN 2-8036-0940-1).
- Richard Cœur de Lion - L’Épée et la croix (scénario d’Yves Duval, Le Lombard, coll. « Histoires de l'histoire », 1991)  (ISBN 2-8036-0905-3)
- Bran - Légende née des tourbillons des vents du Nord[17] (scénario de Jean-Luc Vernal, Le Lombard, 1993)  (ISBN 2-8036-1025-6)
- L’Étoile polaire (scénario de Luc Dellisse, Le Lombard)
  1. Le Milieu du ciel (1994)  (ISBN 2-8036-1094-9)
  2. La Nuit comme un cheval arabe (1995)  (ISBN 2-8036-1135-X)
  3. Les Faux Jumeaux (1996)  (ISBN 2-8036-1213-5)
- Murena
- 1. La Pourpre et l’Or, Dargaud Benelux, Bruxelles, 1997
Scénario : Jean Dufaux - Dessin : Philippe Delaby - Couleurs : Béatrice Delpire -  (ISBN 2-87129-116-0)
- 2. De sable et de sang[18], Dargaud Benelux, Bruxelles, 1999
Scénario : Jean Dufaux - Dessin : Philippe Delaby - Couleurs : Philippe Delaby et Benn -  (ISBN 2-87129-173-X)
- 3. La Meilleure des mères[19], Dargaud Benelux, Bruxelles, juin 2001
Scénario : Jean Dufaux - Dessin : Philippe Delaby - Couleurs : Philippe Delaby et Dina Kathelyn -  (ISBN 2-87129-302-3)
- 4. Ceux qui vont mourir…[20], Dargaud Benelux, Bruxelles, septembre 2002
Scénario : Jean Dufaux - Dessin : Philippe Delaby - Couleurs : Philippe Delaby et Dina Kathelyn -  (ISBN 2-87129-457-7)
- 5. La Déesse noire, Dargaud Benelux, Bruxelles, 2005
Scénario : Jean Dufaux - Dessin : Philippe Delaby - Couleurs : Philippe Delaby et Jérémy Petiqueux -  (ISBN 2-87129-762-2)
- 6. Le Sang des bêtes, Dargaud Benelux, Bruxelles, 2006
Scénario : Jean Dufaux - Dessin : Philippe Delaby - Couleurs : Jérémy Petiqueux -  (ISBN 978-2-505-00072-3)
- 7. Vie des feux[21], Dargaud Benelux, Bruxelles, 2009
Scénario : Jean Dufaux - Dessin : Philippe Delaby - Couleurs : Jérémy Petiqueux -  (ISBN 978-2-505-00686-2)
- 8. Revanche des cendres, Dargaud Benelux, Bruxelles, 2010
Scénario : Jean Dufaux - Dessin : Philippe Delaby - Couleurs : Jérémy Petiqueux -  (ISBN 978-2-505-01016-6)
- 9. Les Épines[22],[23],[24],[25],[26], Dargaud Benelux, Bruxelles, 6 juin 2013
Scénario : Jean Dufaux - Dessin : Philippe Delaby - Couleurs : Sébastien Gérard -  (ISBN 978-2-505-01652-6),Existe en deux versions : la première est destinée au marché franco-belge vendue en librairie, la seconde expurgée de tout caractère pornographique destinée au marché mondial[27].
- Hors-série : 
  - Artbook, 2015,  (ISBN 978-2-505-06448-0)
  - Dictionnaire Murena, 2017  (ISBN 978-2-505-06821-1)
- Les Meilleurs Récits de Philippe Delaby (scénario d’Yves Duval, éd. Loup, 2003)  (ISBN 2-930283-53-X)
- Higlanders[28], Le Sceptre, Bruxelles, mars 2006
Scénario : Muriel Beullens, Yves Duval - Dessin : Philippe Delaby - Couleurs : quadrichromie -  (ISBN 90-85520-07-X) — Tirage limité à 500 exemplaires, contient un ex-libris.

- La Complainte des landes perdues
- 5. Moriganes[29], Dargaud Benelux, Bruxelles, octobre 2004
Scénario : Jean Dufaux - Dessin : Philippe Delaby - Couleurs : Philippe Delaby, Jérémy -  (ISBN 2-87129-683-9)
- 6. Le Guinea Lord, Dargaud Benelux, Bruxelles, octobre 2008
Scénario : Jean Dufaux - Dessin : Philippe Delaby - Couleurs : Jérémy -  (ISBN 978-2-505-00464-6)
- 7. La Fée Sanctus[30],[31], Dargaud Benelux, Bruxelles, 2012
Scénario : Jean Dufaux - Dessin : Philippe Delaby - Couleurs : Bérengère Marquebreucq -  (ISBN 978-2-505-01387-7)
- 8. Sill Valt[32], Dargaud Benelux, Bruxelles, 2014
Scénario : Jean Dufaux - Dessin : Philippe Delaby et Jérémy - Couleurs : Sébastien Gérard et Bérangère Marquebreucq -  (ISBN 978-2-505-01979-4)

- Les Premiers Récits, Les Corsaires de la BD, 19 décembre 2022
Scénario : Yves Duval, Jean-Luc Vernal - Dessin : Philippe Delaby - Couleurs : quadrichromie -  (ISBN 978-2-9549481-6-4) — Grand format.

### Recueils d’illustrations
- Tentation (portfolio, Raspoutine, 2001)
- Croquis (Espace BD, 2003)
- Philippe Delaby, carnet d’auteur (Snorgleux, 2010)

### Collectifs
- Téléthon[33], Le Lombard, Bruxelles, juin 1990
Scénario et couleurs : collectif - Dessin : collectif dont Philippe Delaby -  (ISBN 2-8036-0894-4)
- Le Père Noël dans ses petits souliers[34], Pictoris Studio, 15 novembre 1997
Scénario et couleurs : collectif - Dessin : collectif dont Philippe Delaby - (ISBN 2-84098-345-1)
- HS01. Boule et Bill font la fête, Dargaud, Bruxelles, 27 juillet 1999
Scénario et couleurs : collectif - Dessin : Roba et ses amis dont Philippe Delaby -  (ISBN 2-87129-250-7)
- Jessica Blandy - Le Dossier, Dupuis, avril 2002.
- 62 Auteurs de Boulogne Dessiné, Les Amis de la B.D., Boulogne-sur-Mer, décembre 2010
Scénario : collectif - Dessin : collectif dont Philippe Delaby -  (ISBN 978-2-9537801-0-9),Recueil réalisé dans le cadre du 20e festival BD de Boulogne-sur-Mer.

## Récompenses
- 1993 :  prix Clio au Salon de l'histoire à Paris, avec Yves Duval, pour Arthur au royaume de l'impossible et Richard Cœur de Lion[4] ;
- 1997 :  prix du Festival BD de Boulogne-sur-Mer ;
- 2001 :  prix du meilleur dessin décerné par la Chambre belge des experts en bande dessinée[35] pour Murena ;
- 2003 :  prix de la BD historique décerné par le festival de Vaison-la-Romaine[36] pour Murena, avec Jean Dufaux ;
- 2005 :  prix du meilleur dessin, décerné par le Festival international de la bande dessinée de Chambéry[37] pour Moriganes ;
- 2007 : prix du livre jeunesse de la Société des gens de lettres pour Murena : la déesse noire, avec Jean Dufaux[6] ;
- 2011 : 
  -  Grand Prix Saint-Michel pour l’ensemble de son œuvre[38] ;
  -  prix Château de Cheverny de la bande dessinée historique pour Murena, t. 8 : Revanche des cendres avec Jean Dufaux ;
- 2013 :  Crayon d’Or (Gouden Potlood) au Festival de bande dessinée de Middelkerke à Middelkerke[39],[12] pour ses 25 ans de carrière[40] ;
- 2014 :  prix Diagonale de la meilleure série, avec Jean Dufaux, pour Murena[41].

#### Études et analyses
- Jean-Louis Lechat, Un demi-siècle d’aventures t. 2 : 1970 - 1996, Bruxelles, Le Lombard, 5 décembre 1996, 224 p., ill. ; 31 cm (ISBN 280361233X, OCLC 37995939, BNF 37539082, présentation en ligne), p. 81, 134, 138, 151, 176, 186.
- Jean Pirotte (dir.) et Luc Courtois, Du régional à l'universel. : L'imaginaire wallon dans la bande dessinée., Louvain-la-Neuve, Fondation wallonne Pierre-Marie et Jean-François Humblet, 1999, 310 p. (ISBN 978-2-9600072-3-7 et 2960007239, OCLC 1075833932), p. 216 lire sur Google Livres
- Patrick Gaumer, « Delaby, Philippe », dans Dictionnaire mondial de la BD, Paris, Larousse, 2010, 953 p., ill. ; 27 cm (ISBN 978-2-0358-4331-9 et 2-0358-4331-6, OCLC 920924930, présentation en ligne), p. 237. .
- Philippe Delaby (interviewé par Turgay Kurt et Clairette Bosquillon), « Delaby par Turgay Kurt et Clairette Bosquillon », Auracan, Graphic Strip, no 6,‎ juillet - août 1994, p. 26-28 (ISSN 0777-5962)
- Frédéric Bosser, « Disparition d'un surdoué : Delaby - le dernier hommage », DBD, no 82,‎ avril 2014.
- Frédéric Bosser et Philippe Delaby (interviewé), « Philippe Delaby : abécédaire », dBD, no 3,‎ juin 2006, p. 46-79.
- Jean Dufaux et Philippe Delaby (interviewés par Damien Perez), « Case à case : Plume aux vents - Entretien avec Jean Dufaux et Philippe Delaby », Casemate, no 49,‎ juin 2012 (ISSN 1964-504X).
- Jean Dufaux et Philippe Delaby (interviewés par Paul Giner), « Case à case : Trop câlins, ces romains - Entretien avec Jean Dufaux et Philippe Delaby », Casemate, no 60,‎ juin 2013 (ISSN 1964-504X).

#### Articles de presse
- Aurelia Vertaldi, « Philippe Delaby, la mort subite du père de Murena », Le Figaro,‎ 29 janvier 2014.
- Daniel Couvreur, « Philippe Delaby, le César foudroyé », Le Soir,‎ 30 janvier 2014.
- Simon-Jacques Trigano, « Philippe Delaby, illustrateur aux grands desseins », Midi Libre,‎ 24 mai 2014.
- Philippe Delaby (interviewé) et Daniel Couvreur, « La perle noire de l'heroic-fantasy belge », Le Soir,‎ 24 juillet 2012.
- « Décès de Philippe Delaby, dessinateur de Murena », sur BoDoï.info, 29 janvier 2014 (consulté le 1er février 2014).

### Vidéographie
- [vidéo] « Partie 1/3 - Murena T9 : Philippe Delaby et Jean Dufaux en interview », sur YouTube